# 통섭
통섭 (統攝,Consilience)은 "지식의 통합"이라고 부르기도 하며 자연과학과 인문학을 연결하고자 하는 통합 학문 이론이다. 이러한 생각은 우주의 본질적 질서를 논리적 성찰을 통해 이해하고자 하는 고대 그리스의 사상에 뿌리를 두고 있다. 자연과학과 인문학의 두 관점은 그리스시대에는 하나였으나, 르네상스 이후부터 점차 분화되어 현재에 이른다. 한편 통섭 이론의 연구 방향의 반대로, 전체를 각각의 부분으로 나누어 연구하는 환원주의도 있다.
1840년에 윌리엄 휴얼은 귀납적 과학이라는 책에서 "Consilience"란 말을 처음 사용했는데, 설명의 공통기반을 만들기 위해 분야를 가로지르는 사실들과 사실에 기반한 이론을 연결함으로써 지식을 통합하는 것을 뜻한다. "통섭의 귀납적 결론은 사실들로 이루어진 하나의 분야를 통한 결론에 의해 얻어진 귀납적 결론이 또 다른 분야에 의해 얻어진 결과와 일치할 때 얻을 수 있다. 그러므로 통섭은 어떤 것에 대해 발생한 사실을 해석하는 이론들을 검증하는 것을 말한다."라고 하였다. 여기서 귀납적 결론이란 과학적 방법론을 통해서만 통섭에 받아들여질 수 있다.
현대적 관점으로 볼때 각 지식의 분야들은 각각의 연구분야의 활동에서 얻어진 사실들에 기반한 연구를하여 이해하고자 하는 학문들이다. 그렇지만 또 다른 연구분야의 활동에 의존하는 면이 크다. 예를 들어 원자물리학은 화학과 관련이 깊으며 화학은 또한 생물학과 관련이 깊다. 물리학을 이해하는 것 또한 신경과학이나 사회학, 경제학을 이해하는 데 없어서는 안 된다. 이렇듯 다양한 접합과 연관은 여러 분야들 사이에서 이루어져 왔다.

## 통섭 연구 학자
통섭이란 말은 20세기말까지 널리 알려지지 않았으나 최근 에드워드 오스본 윌슨의 1998년 저서 《통섭, 지식의 대통합》을 통해 다시 알려지기 시작했다. 그는 《사회생물학》(1975년)을 저술한 인본주의적 생물학자로 인문학과 자연과학 사이의 간격을 메우고자 노력하고 있다. 이는 또한 C.P 스노우의 1959년 작 <두 문화와 과학 혁명>에서도 다루어진 바가 있다. 윌슨은 과학, 인문학과 예술이 사실은 하나의 공통된 목적을 가지고 있다고 말한다. 그것은 분리된 각 학문의 세세한 부분을 체계화시키는 데에만 목적을 두지 않는다. 모든 탐구자에게 그저 보여지는 상태뿐만이 아닌 깊이 숨겨진 세상의 질서를 발견하고 그것을 간단한 자연의 법칙들로 설명하고자하는 시도이다. 이러한 점에서는 반대방향으로 연구하지만 오히려 환원주의에서 추구하는 것과 유사한 점을 발견할 수 있다.
한국에서는 윌슨의 제자인 이화여대의 최재천교수가 《통섭, 지식의 대통합》을 번역하여 한국에 통섭의 개념을 본격적으로 알리기 시작하였다. 통섭이라는 단어는 성리학과 불교에서 이미 사용되어 온 용어로 '큰 줄기를 잡다'라는 뜻을 지닌다.
한편 상지대의 최종덕 교수는 한국 의철학회에서는 통섭이 마치 학문간 동등하고 상호적이며 양방향적 관점의 합일로 오해하게 하고 있으나 원래 윌슨의 개념은 인문학이 자연과학에 흡수되는 통합을 의미한 것이라고 비판하였다.
또한 2006년 창립된 한국 의철학회는 의학과 철학을 아우르는 학문과 실천과 덕성으로 구성된 의(醫)의 본질에 대한 철학적 성찰을 통해 이러한 문제에 대한 학문적 연구를 하고 학술지와 학술대회를 열고 있다.
웬델 베리는 그의 책 《삶은 기적이다》에서 윌슨의 위 책 《통섭》이 기계적 환원주의에 근거해서 세계를 파악하는 오류를 범했다고 지적한다.

## 다른 의미
- 선거 확인 방법: "통섭"(Consilience)은 선거과정이 정상인지를 확인하기 위한 방법론을 의미하기도 한다.

## 참고서적
- 통섭 - 지식의 대통합, 사이언스 클래식 5, 원제 Consilience : The Unity of Knowledge (1998), 에드워드 윌슨 지음, 장대익, 최재천 옮김, 사이언스북스, 2005년,ISBN(13) : 9788983711601
- 지식의 통섭 - 학문의 경계를 넘다, 통섭원총서 1, 강병남 외, ISBN(13) : 9788995890264
- 이분법을 넘어서, 장회익,최종덕 지음, 한길사 2007년, ISBN(13) : 9788935658664
- 철학과 물리학의 만남:현대과학의 혁명, 베르너 하이젠베르크지음, 1990년, ISBN(13) : 9788973061266
- 과학과 메타과학, 장회익 지음, 지식산업사,1990년,ISBN(13) : 9788942389025
- 통섭의 기술, 최민자 지음, 모시는 사람들, 2010년,ISBN(13) : 9788990699817
- 삶은 기적이다, 웬델 베리 지음, 박경미 옮김, 녹색평론사

## 같이 보기
- 전체론
- 환원주의
- 혼합주의